# Cyanixia socotrana
Cyanixia socotrana là một loài cây thân thảo và thân hành thuộc họ Diên vĩ (Iridaceae), đặc hữu của Socotra. Tên gọi chi xuất phát từ các từ trong tiếng Hy Lạp như ixia có nghĩa là hoa đối xứng tỏa tia, cũng như từ cyanos có nghĩa là "màu xanh lam"..
Trước đây, cho tới năm 2003, nó có danh pháp Babiana socotrana. Tuy nhiên, loài này khác với các loài còn lại của chi Babiana ở hình dáng và kiểu của các hạt phấn, số lượng nhiễm sắc thể cơ sở, x= 10, các củ dạng hành hình cầu và có nguồn gốc nách lá, và hình thái của hạt. Vì các lý do này nó đã được đưa ra khỏi chi Babiana và lập ra chi mới Cyanixia. Các loài còn lại của chi Babiana có số nhiễm sắc thể cơ sở x=7, củ dạng hành có nguồn gốc phát sinh cá thể ở tận cùng và các hạt hình trái lê.
Cyanixia socotrana trước đây được gán vào chi Babiana là do sự tương đồng bề ngoài về hình thái, bao gồm các lá uốn nếp và hoa màu xanh lam, được cho là hai môi vào thời gian đó, mặc dù hiện nay người ta đã biết nó là đối xứng tỏa tia và có hình bánh xe. Phân tích trình tự DNA sử dụng gen lạp lục matK xác nhận rằng Babiana là một tổ hợp đơn ngành, trong khi B. socotrana có quan hệ chị-em với nhánh Lapeirousia / Savannosiphon sinh sống ven Sahara. Nhánh này chia sẻ đặc điểm củ dạng hành nách lá, cùng với các chi Micranthus, Thereianthus và Watsonia sinh sống ở miền nam châu Phi, ngược lại với tình hình phổ biến hơn trong phân họ Crocoideae (bao gồm cả Babiana) trong đó củ dạng hành phát triển từ đáy của thân cây mang hoa. Chi Zygotritonia sinh sống ở vùng nhiệt đới châu Phi cũng có sự phát triển của củ dạng hành từ nách lá, chia sẻ với Cyanixia phấn hoa ba rãnh, nhưng nó khác rõ nét với chi này ở chỗ nó có hoa nhỏ, đối xứng hai bên, vòi nhụy không phân chia và số lượng nhiễm sắc thể cơ sở x=8. Cyanixia được miêu tả như là chi đơn loài thuộc phân họ Crocoideae (đồng nghĩa: Ixioideae), có lẽ có quan hệ họ hàng gần nhất với Savannosiphon, cũng là chi đơn loài.